# الدوري البلجيكي الممتاز 2018–19
الدوري البلجيكي الممتاز 2018–19 (بالفرنسية: Championnat de Belgique de football 2018-2019)‏ هو الموسم 115، و116 من  الدوري البلجيكي الممتاز. أقيم خلال الفترة يوليو 2018 وحتى مايو 2019، وكان عدد الأندية المشاركة فيه  16، وفاز فيه نادي جينك.